# Пять мастеров Шаолиня
«Пять мастеров Шаолиня» (кит. трад. 少林五祖, палл. Шао Линь у цзу, англ. Five Shaolin Masters) — фильм с боевыми искусствами режиссёра Чжана Чэ, вышедший в 1974 году. Съёмки проходили на Тайване.

## Сюжет
Ху Дэди и другие ученики сбегают из горящего храма Шаолиня после того, как туда нагрянули солдаты династии Цин. Группа из пяти человек принимает решение о создании специальных секретных кодов для опознания остальных выживших, чтобы привлечь их, найти предателя, сдавшего Шаолинь, снова встретиться и бежать на юг от армии Цин. Предатель Ма Фуи присоединяется к лучшим бойцам армии для ликвидации мятежников, затем встречается с Ма Чаосином, c которым он учился в монастыре. Ху встречает группу из Шаолиня, которые выдают себя за бандитов, чтобы спасти Ма, так как их лидер был убит. Таким образом бандиты присоединяются к остальным шаолиньским патриотам. Вскоре выясняется правда о предательстве Ма Фуи. Ма Чаосин терпит поражение в драке с Ма Фуи. Других патриотов также преследуют неудачи в борьбе с бойцами Цин. В итоге пять мастеров возвращаются к руинам Шаолиня, чтобы совершенствовать свои навыки в кунг-фу, а затем отомстить за разрушенный храм и смерть товарищей.

## В ролях
| Актёр         | Роль                     |
| ------------- | ------------------------ |
| Дэвид Цзян    | Ху Дэди                  |
| Ти Лун        | Цай Дэчжун               |
| Фу Шэн        | Ма Чаосин                |
| Ци Гуаньцзюнь | Ли Шикай                 |
| Мэн Фэй       | Фан Дахун                |
| Лян Цзяжэнь   | Чжао Шань                |
| Фэн Кэань     | Чжан Цзиньцю             |
| Цай Хун       | Летающий Топор Бао Юйлун |
| Ван Лунвэй    | Ма Фуи                   |
| Цзян Дао      | генерал Чэнь Вэньяо      |
| Ли Чжэньбяо   | Железное Лицо Као Фэн    |
| Гордон Лю     | Чан Юнь                  |
| Лу Ди         | Ма Чинъюнь               |

## Награды
12-й Тайбэйский кинофестиваль Golden Horse (1975) — премия в следующей категории:
- Лучшая звукозапись — Ван Юнхуа